# Jižní Slované

Země obývané jižními Slovany

Jižní Slované je jižní větev Slovanů hovořící jihoslovanskými jazyky. Obývají souvislý region na Balkánském poloostrově, jižní část Panonské nížiny a východní Alpy. V moderní době jsou od západních a východních skupin geograficky odděleny Rumuny, Maďary a Rakušany. Jedná se o hlavní populaci zemí jihovýchodní Evropy jako Bosna a Hercegovina, Bulharsko, Chorvatsko, Černá Hora, Severní Makedonie, Srbsko a Slovinsko. 
Ve 20. století spojila země Jugoslávie regiony obývané jihoslovanskými národy - s klíčovou výjimkou Bulharska - do jednoho státu. Koncept Jugoslávie jako jediného státu pro všechny jihoslovanské národy se objevil na konci 17. století a získal význam prostřednictvím Ilyrismu v 19. století. Království Srbů, Chorvatů a Slovinců, v roce 1929 přejmenované na království Jugoslávie, bylo vyhlášeno 1. prosince 1918 po sjednocení Státu Slovinců, Chorvatů a Srbů s královstvími Srbska a Černé Hory.

## Jihoslovanské skupiny
- Slovinci (Slovinsko, Rakousko a Itálie)
  - Kraňci (viz Kraňsko, Slovinsko)
- Chorvaté (Chorvatsko, Bosna a Hercegovina, Srbsko, Černá Hora)
  - Bokané (viz Boka Kotorska, Černá Hora)
  - Bosňáci (Chorvaté) (viz Baranya, Maďarsko)
  - Bunjevci (viz Vojvodina, Srbsko)
  - Hradišťanští Chorvaté (viz Hradisko, Rakousko)
  - Janjevci (viz Janjevo, Kosovo)
  - Moliští Chorvaté (viz Molise, Itálie)
  - Moravští Chorvaté (viz Morava, Česko)
  - Šokci (viz Slavonie, Chorvatsko)
- Bosňáci (Bosna a Hercegovina, Srbsko, Černá Hora, Kosovo)
- Srbové (Srbsko, Bosna a Hercegovina, Chorvatsko, Černá Hora, Kosovo)
- Černohorci (Černá Hora)
- Makedonci (Severní Makedonie)
- Bulhaři (Bulharsko)
- jihoslovanské etnické skupiny islámské víry
  - Goranci (Kosovo)
  - Pomaci (Bulharsko)
  - Muslimani (Černá Hora)
  - Torbeši (Severní Makedonie)